# Consortium Web3D
Le Web3D Consortium (consortium Web3D) est un consortium qui réalise des spécifications de formats de transfert d'information concernant le Web3D. Le consortium a la charge de l'évolution du format X3D.